# Lensworld-Kuota
Lensworld-Kuota was een Nederlandse en Belgische wielerploeg voor vrouwen, die tussen 2013 en 2017 deel uitmaakte van het peloton. Het team werd geleid door de voormalige wielrenster Heidi Van de Vijver en Rik Hofmans. De ploeg werd gesponsord door lenzenfabrikant Lensworld en het fietsmerk Kuota. Voorheen gesponsord door online fietsenwinkel FuturumShop.nl, Polaris en Zannata.
Het team bestond voornamelijk uit Belgische en Nederlandse rensters. In het verleden reden er o.a. de Belgische Grace Verbeke, de Nederlandse Anouska Koster en de Duitse Mieke Kröger. In 2016 kreeg het team internationale versterking, met de Braziliaanse Flávia Oliveira, de Zweedse Hanna Nilsson, de Russische Oxana Kozonchuk en de Italiaanse Maria Giulia Confalonieri en Alice Maria Arzuffi. In 2017 werd deze trend voortgezet met de komst van voormalig wereldkampioene Tatiana Guderzo, de eveneens Italiaanse Annalisa Cucinotta en de Oekraïense Tetyana Ryabchenko.
Op 26 oktober 2017 maakte het team bekend dat door een bedrijfsovername Lensworld stopt als hoofdsponsor en daardoor de ploeg ophoudt te bestaan vlak voor het seizoen 2018.

## Teamleden

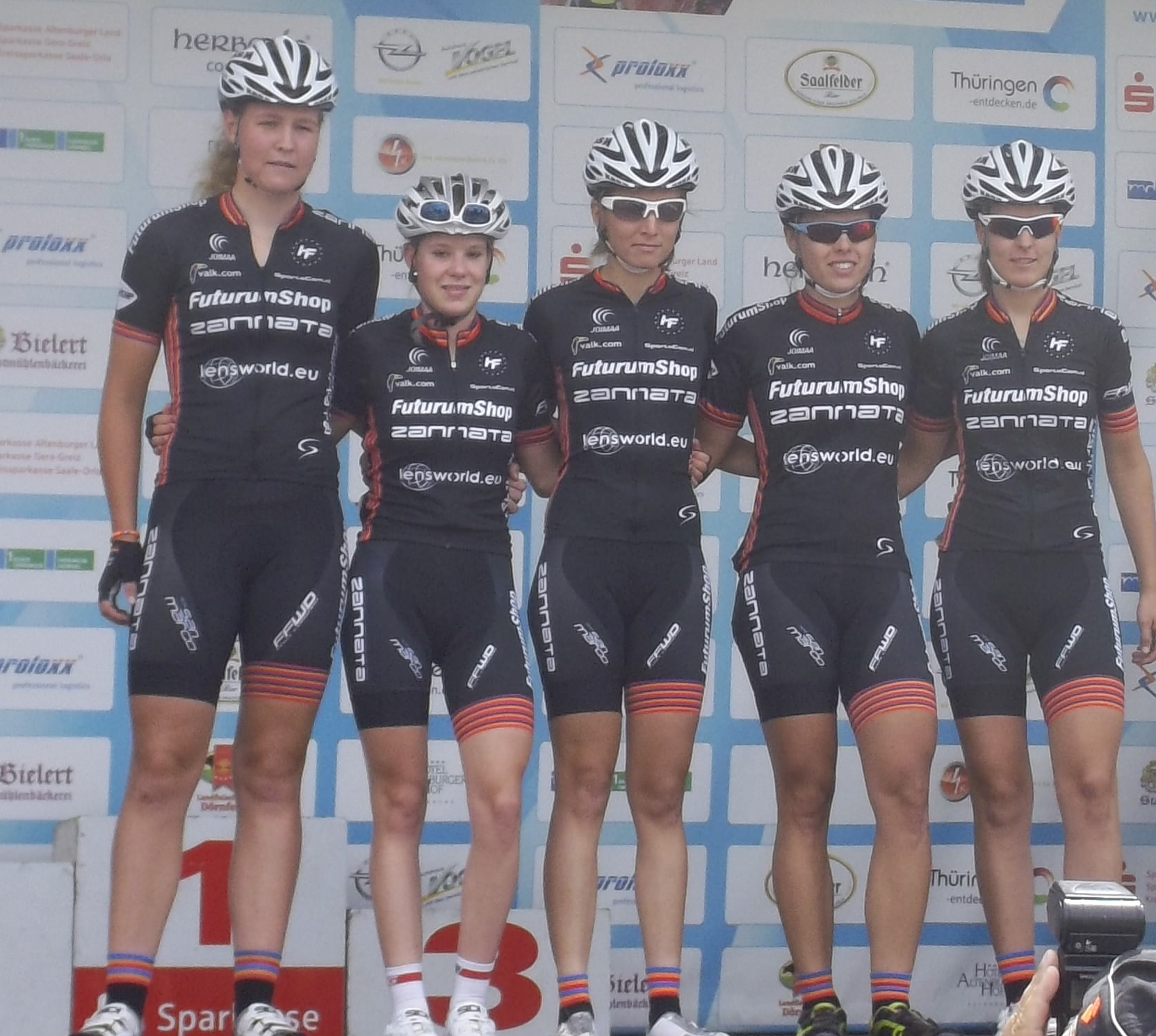
Ploeg in Thüringen Rundfahrt 2014.

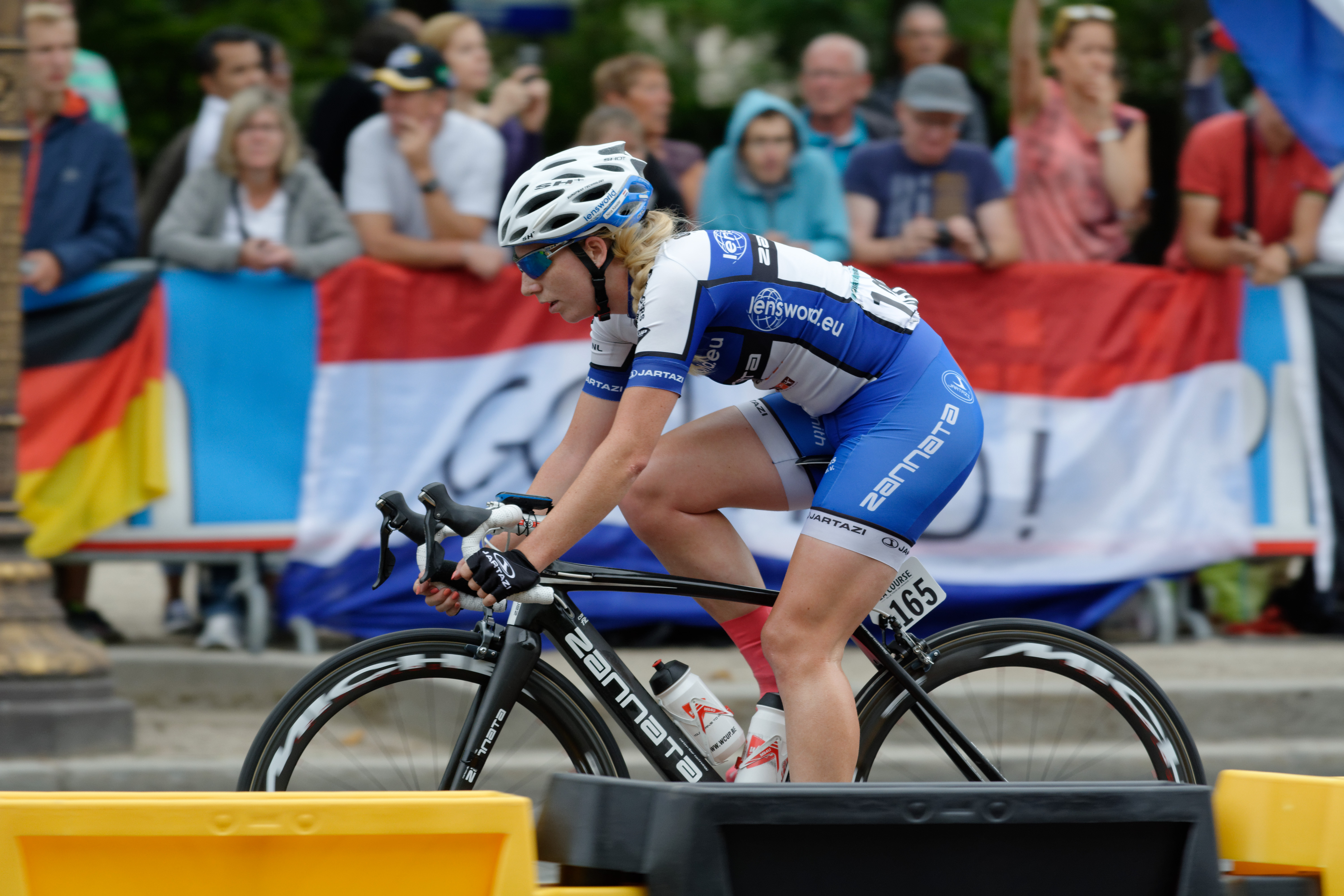
Nina Kessler in La Course 2015.

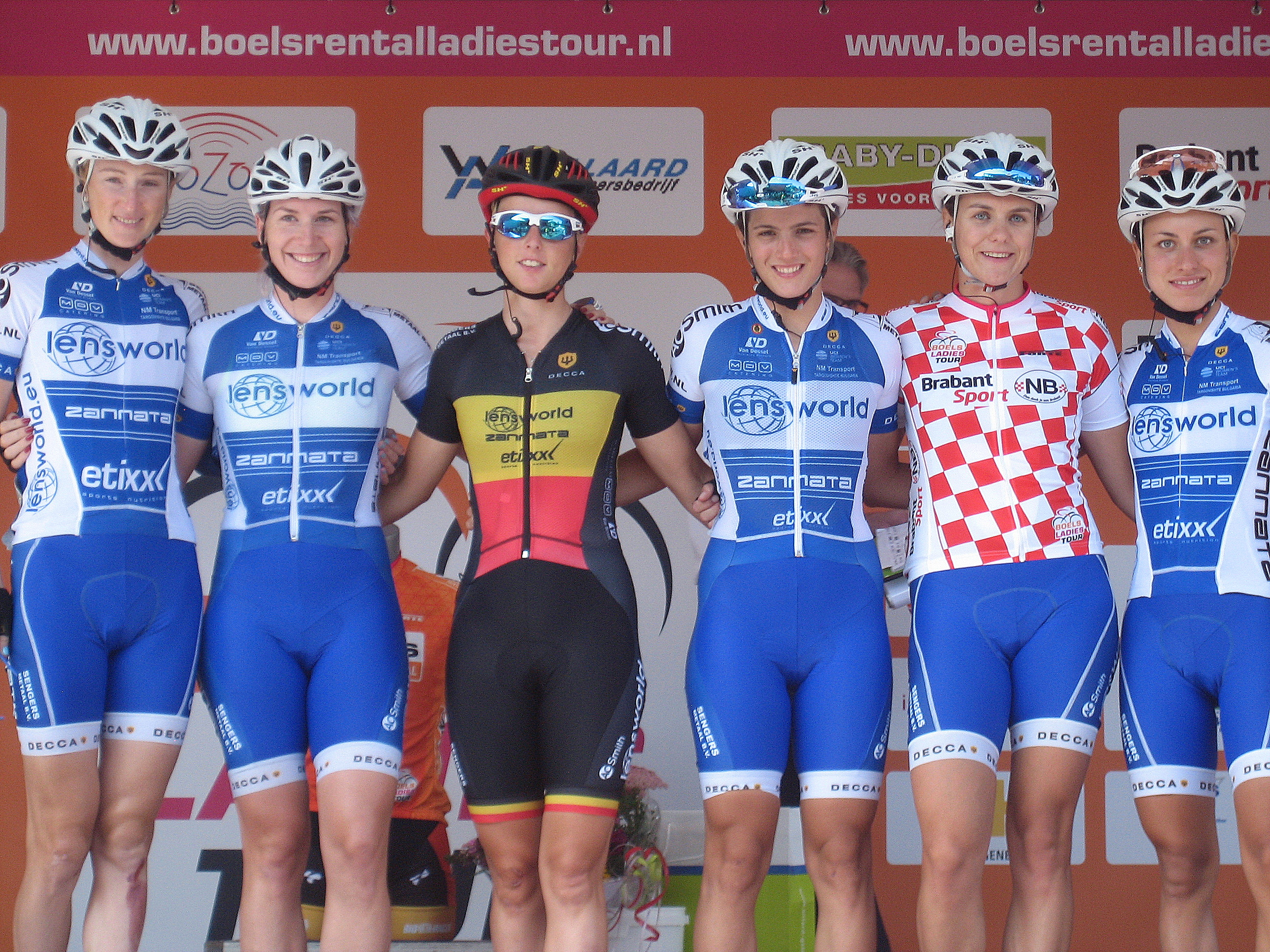
Ploeg in Holland Ladies Tour 2016.

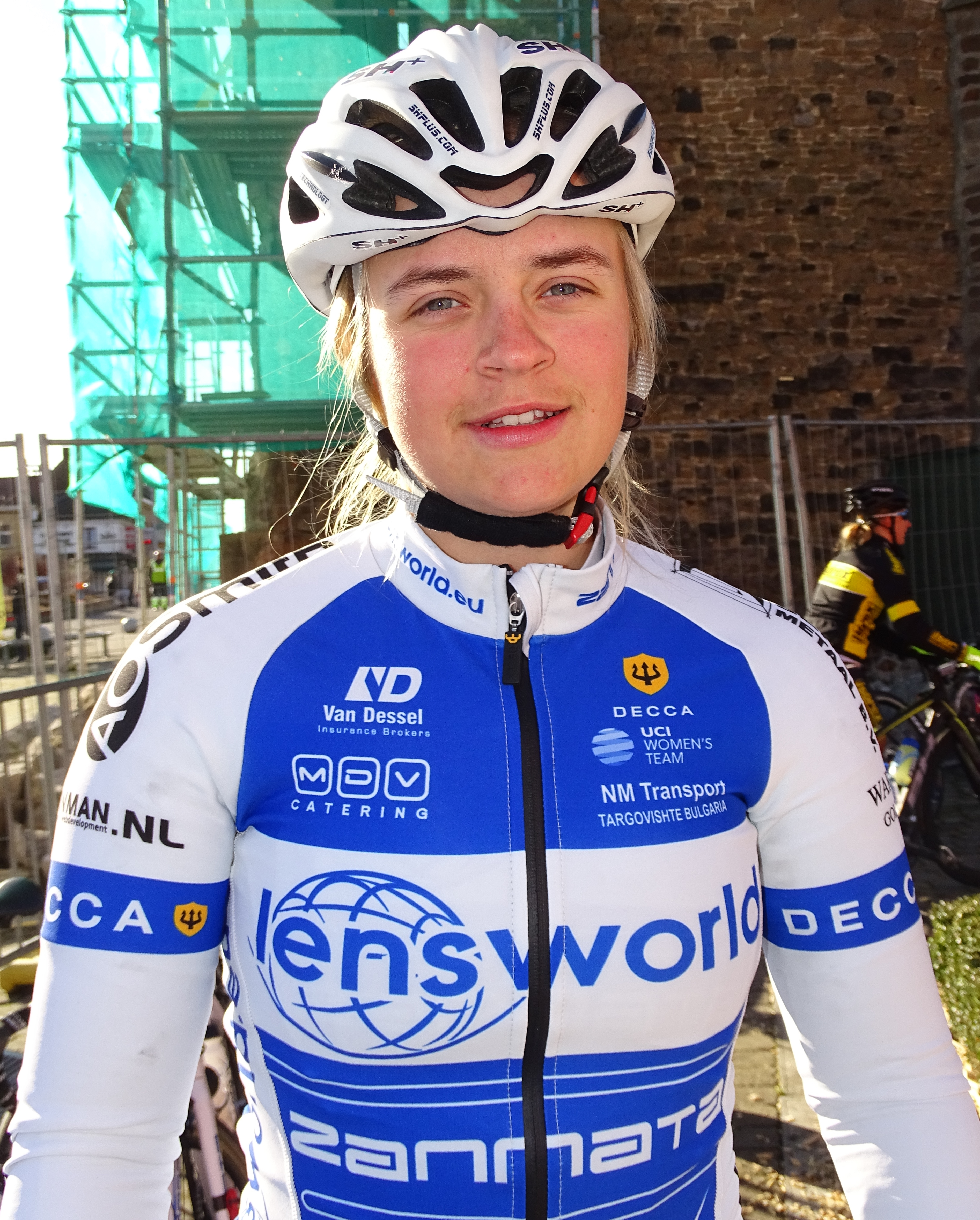
Kaat Van der Meulen in 2016.

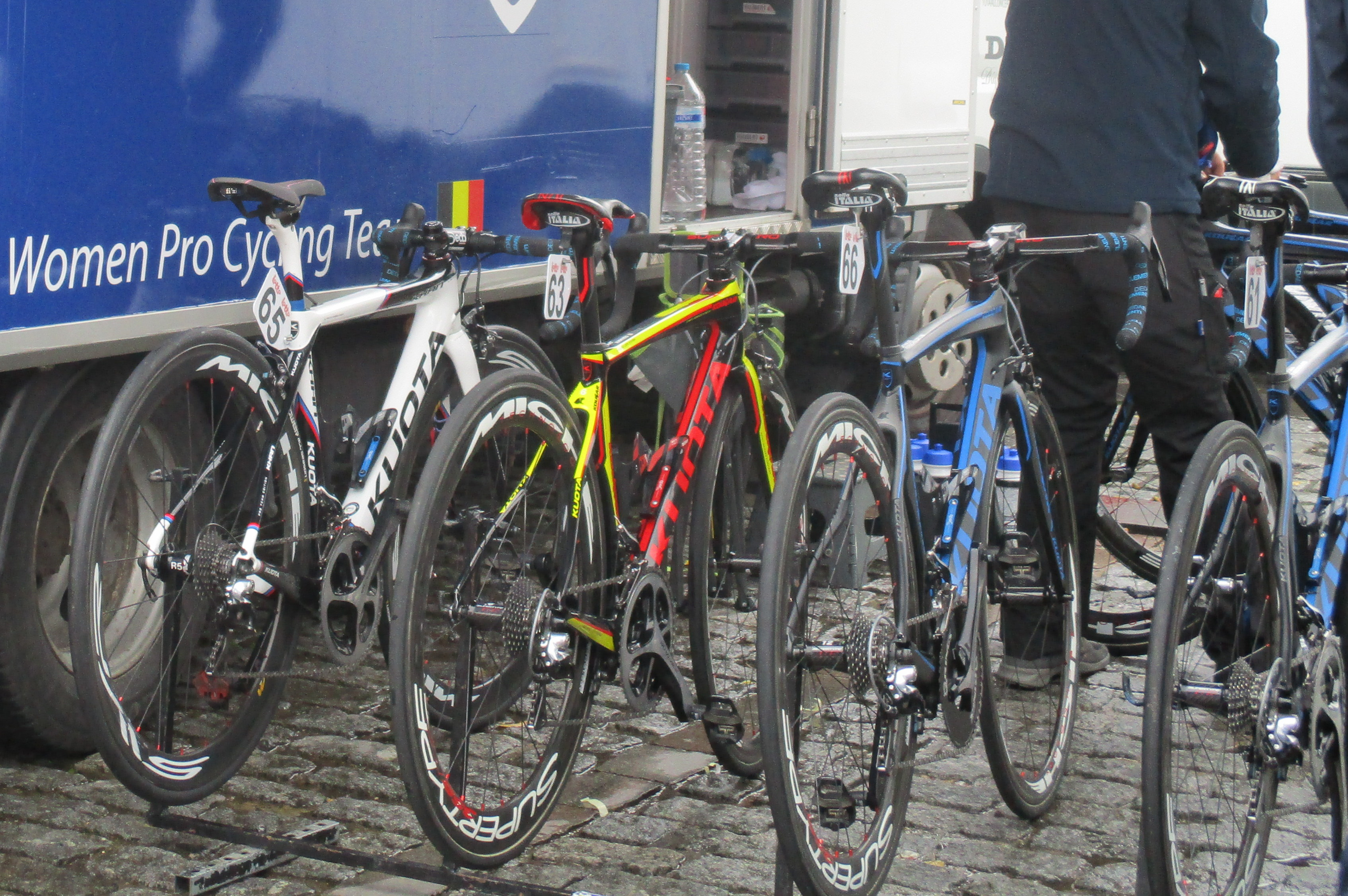
Fietsen van de ploeg in 2017.

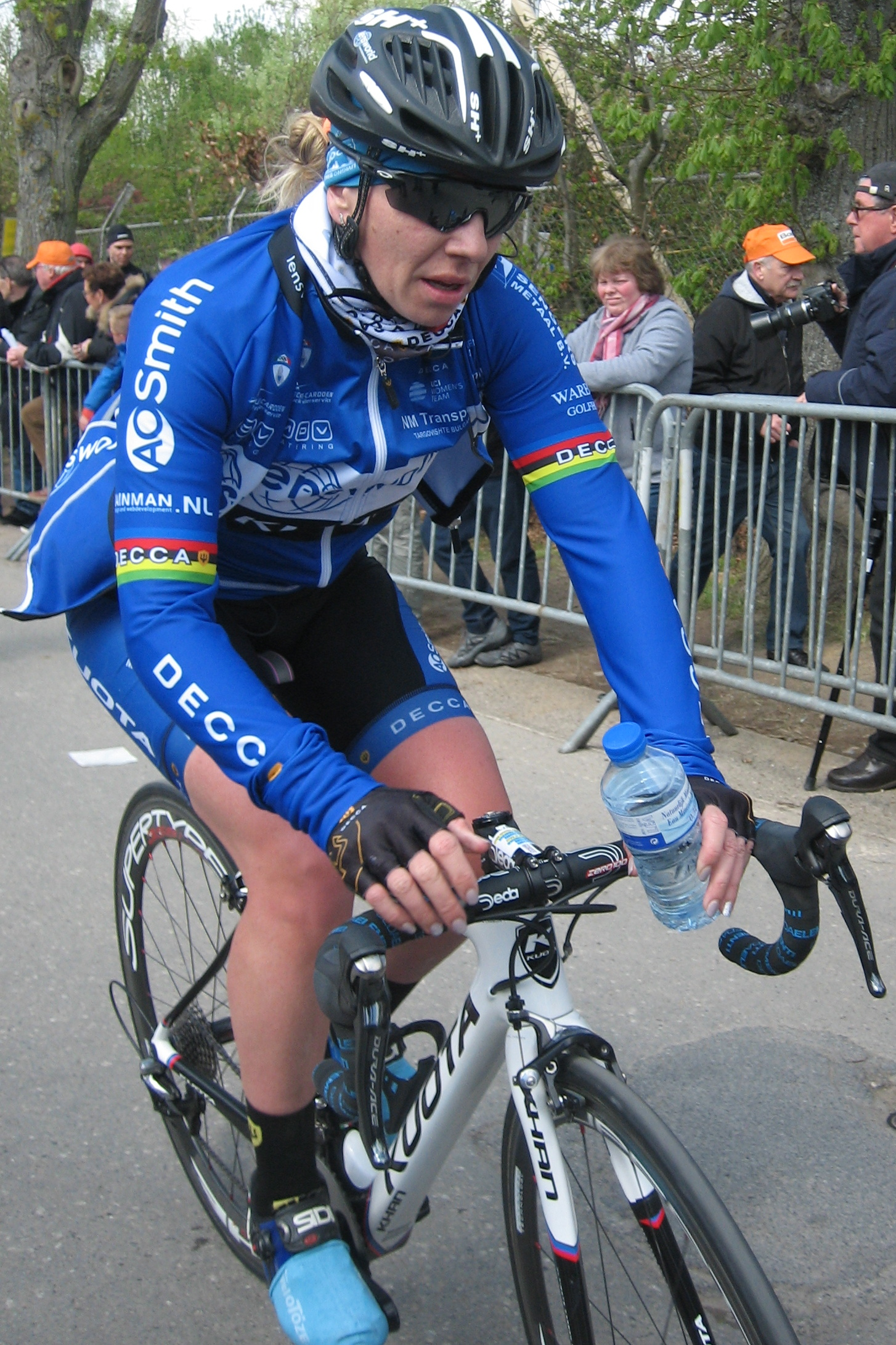
Oud-wereldkampioene Tatiana Guderzo in de Waalse Pijl 2017.

| Naam                      | Geboortedatum | Nationaliteit | Jaren bij ploeg |
| ------------------------- | ------------- | ------------- | --------------- |
| Anouska Koster            | 20-08-1993    | Nederland     | 2013-2014       |
| Mascha Pijnenborg         | 30-06-1981    | Nederland     | 2013-2014       |
| Stephanie Pohl            | 21-10-1987    | Duitsland     | 2013            |
| Lise Olivier              | 30-05-1983    | Zuid-Afrika   | 2013            |
| Aurore Verhoeven          | 15-01-1990    | Frankrijk     | 2013            |
| Sarah Roy                 | 27-02-1986    | Australië     | 2013            |
| Mieke Kröger              | 18-07-1993    | Duitsland     | 2013            |
| Laura van der Kamp        | 24-07-1992    | Nederland     | 2013            |
| Janine van der Meer       | 17-02-1994    | Nederland     | 2013-2014       |
| Sarah Hofmann             | 24-04-1992    | Duitsland     | 2013            |
| Karen Elzing              | 14-05-1993    | Nederland     | 2013            |
| Alie Gercama              | 27-05-1990    | Nederland     | 2013            |
| Mirthe Wagenaar           | 30-07-1987    | Nederland     | 2013            |
| Kirsten Coppens           | 16-07-1994    | Nederland     | 2014            |
| Daniëlla Moonen           | 09-12-1977    | Nederland     | 2014            |
| Sofie De Vuyst            | 02-04-1987    | België        | 2014-2015       |
| Latoya Brulee             | 09-12-1988    | België        | 2014-2015       |
| Annelies Van Doorslaer    | 15-01-1989    | België        | 2014-2015       |
| Evy Kuijpers              | 15-02-1995    | Nederland     | 2014-2015       |
| Annelies Dom              | 08-04-1986    | België        | 2014-2016       |
| Grace Verbeke             | 12-11-1984    | België        | 2014, 2017      |
| Celine Van Severen        | 17-07-1993    | België        | 2015            |
| Marissa Otten             | 11-07-1989    | Nederland     | 2015            |
| Mariël Borgerink          | 28-03-1992    | Nederland     | 2015            |
| Nina Kessler              | 04-07-1988    | Nederland     | 2015-2016       |
| Kaat Van Der Meulen       | 22-06-1995    | België        | 2015-2016       |
| Kim de Baat               | 29-05-1991    | België        | 2015-2017       |
| Maaike Polspoel           | 28-03-1989    | België        | 2015-2017       |
| Oxana Kozonchuk           | 28-05-1988    | Rusland       | 2016            |
| Hanna Nilsson             | 26-02-1992    | Zweden        | 2016            |
| Flávia Oliveira           | 27-10-1981    | Brazilië      | 2016            |
| Alice Maria Arzuffi       | 19-11-1994    | Italië        | 2016-2017       |
| Maria Giulia Confalonieri | 30-03-1993    | Italië        | 2016-2017       |
| Kaat Hannes               | 21-11-1991    | België        | 2016-2017       |
| Winanda Spoor             | 27-01-1991    | Nederland     | 2016-2017       |
| Annalisa Cucinotta        | 04-03-1986    | Italië        | 2017            |
| Tatiana Guderzo           | 22-08-1984    | Italië        | 2017            |
| Tetyana Ryabchenko        | 28-08-1989    | Oekraïne      | 2017            |
| Anouk Rijff               | 06-04-1996    | Nederland     | 2017            |
| Nathalie Verschelden      | 26-07-1994    | België        | 2017            |

## Belangrijkste overwinningen
2013
- Wereldbeker Baanwielrennen, Aguascalientes (ploegenachtervolging), Stephanie Pohl en Mieke Kröger
- Wereldbeker Baanwielrennen, Aguascalientes (puntenkoers), Stephanie Pohl

2014
- Provinciaal kampioen tijdrijden (Oost-Vlaanderen), Latoya Brulee
- Provinciaal kampioen op de weg (Vlaams-Brabant), Annelies Van Doorslaer
- Herford, Janine van der Meer

2015
- Provinciaal kampioen tijdrijden (Vlaams-Brabant), Annelies Van Doorslaer

2016
- 1e etappe (tijdrit) Vuelta a Ciclista a Costa Rica, Flávia Oliveira
- 2e etappe (tijdrit) Ronde van Polen, Flávia Oliveira
- 2e etappe BeNe Ladies Tour, Nina Kessler

### Kampioenschappen
2013
- Nederlands studentenkampioen op de weg, Anouska Koster
- Duits baankampioen (omnium), Mieke Kröger

2014
- Europees kampioen tijdrijden, Mieke Kröger
- Europees kampioen ind. achtervolging, Mieke Kröger

2016
- Belgisch kampioen op de weg, Kaat Hannes